# Campsicnemus degener
Campsicnemus degener är en tvåvingeart som beskrevs av Wheeler 1899. Campsicnemus degener ingår i släktet Campsicnemus och familjen styltflugor. Inga underarter finns listade i Catalogue of Life.